# Iterb
Iterb (Yb, łac. ytterbium) – pierwiastek chemiczny z grupy lantanowców w układzie okresowym.
Jest to jeden z czterech pierwiastków, których nazwy zostały utworzone od szwedzkiej miejscowości Ytterby, są to: erb, itr, iterb i terb. Został odkryty w 1907 r. niezależnie przez Georges'a Urbaina i Carla Auera von Welsbacha, którzy rozdzielili (różnymi metodami) iterbię, wyizolowaną w 1878 r. przez Jeana Charles'a Galissarda de Marignaca na iterb i lutet.

## Właściwości
Iterb jest miękkim, kowalnym metalem o srebrzystym połysku. Występuje w dwóch odmianach alotropowych. Utlenia się na powietrzu, reaguje z wodą, rozpuszcza się w kwasach. Stosuje się go do produkcji ferrytów, dodawany jest do stopów glinu.

## Występowanie
Iterb występuje w skorupie ziemskiej w ilości 3,3 ppm. Najważniejszym minerałem iterbu jest monacyt (Ce,La,Th,Nd,Y,Pr,Yb)PO4 – tzw. piasek monacytowy.